# Thesium paniculatum
Thesium paniculatum är en sandelträdsväxtart som beskrevs av Carl von Linné. Thesium paniculatum ingår i släktet spindelörter, och familjen sandelträdsväxter. Inga underarter finns listade i Catalogue of Life.